# Relações entre Egito e Reino Unido
As relações entre Egito e Reino Unido referem-se às relações bilaterais entre a República Árabe do Egito e o Reino Unido da Grã-Bretanha e da Irlanda do Norte. As relações são fortes e duradouras; envolvendo política, defesa, comércio e educação.

## História

### Domínio britânico

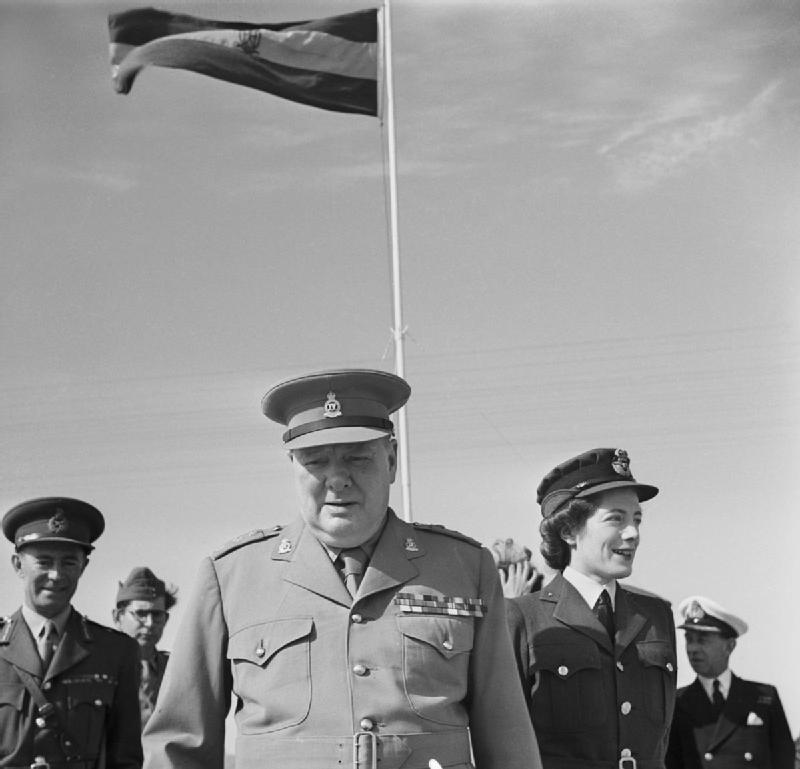
Churchill visita seu antigo regimento durante a Conferência do Cairo, Egito, dezembro de 1943.

O primeiro período do domínio britânico (1882-1914) é muitas vezes chamado de "protetorado velado". Durante este tempo o Quedivato do Egito permaneceu uma província autônoma do Império Otomano e a ocupação britânica não tinha base legal, mas constituiu um protetorado de facto sobre todo o país. Este estado de coisas durou até que o Império Otomano se juntou à Primeira Guerra Mundial ao lado das Potências Centrais em novembro de 1914 e a Grã-Bretanha declarou unilateralmente um protetorado sobre o Egito. O quediva governante foi deposto e seu sucessor, Hussein Kamel, obrigado a declarar-se Sultão do Egito independente dos otomanos em dezembro de 1914.

### Independência egípcia do Reino Unido

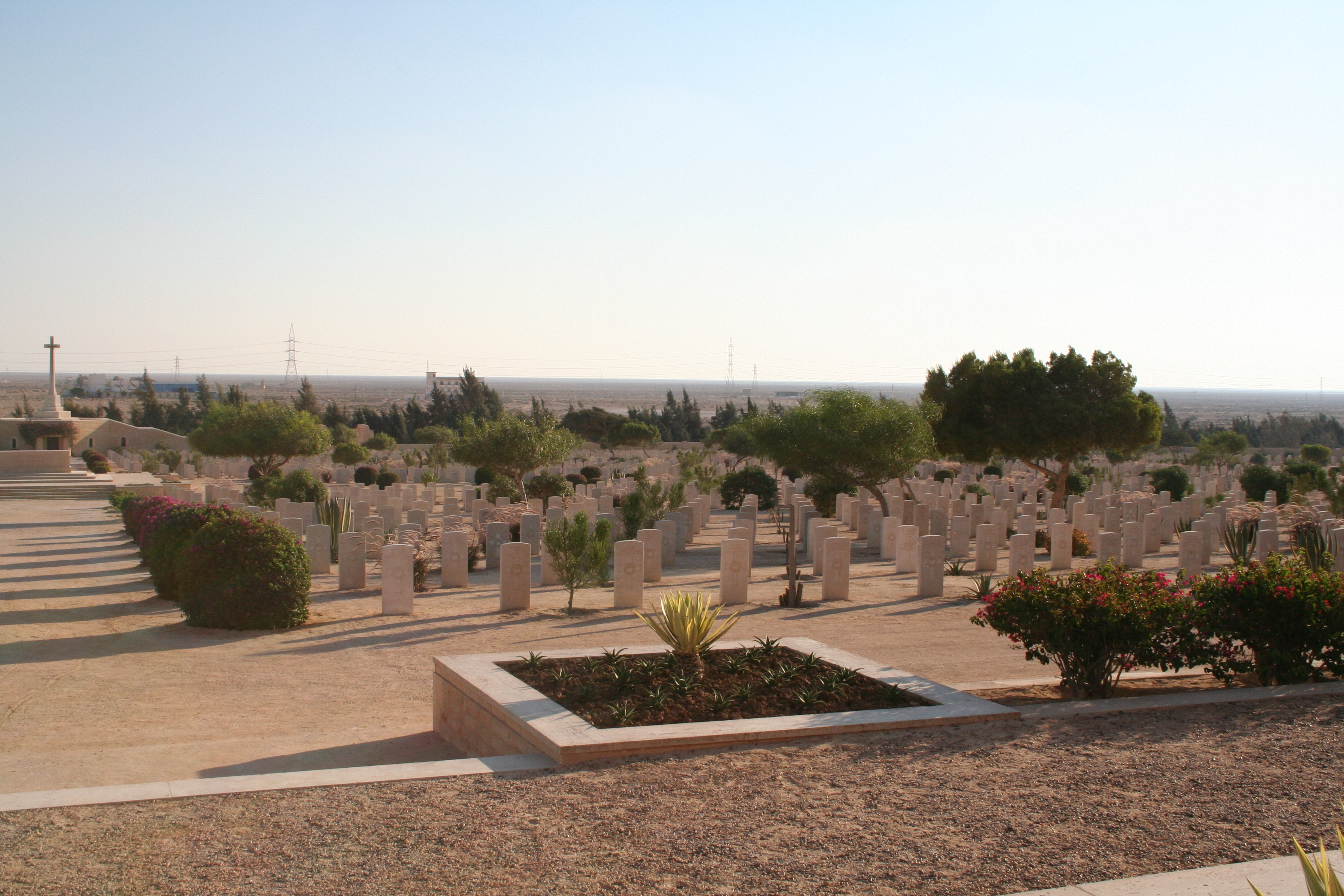
El Alamein Commonwealth Cemetery

Em dezembro de 1921, as autoridades britânicas no Cairo impuseram lei marcial. Manifestações novamente levariam à violência. Em deferência ao nacionalismo crescente e por sugestão do Alto Comissário Lord Allenby, o Reino Unido declarou unilateralmente a independência egípcia em 28 de fevereiro de 1922, abolindo o protetorado e estabelecendo o Reino do Egito independente. Até o tratado anglo-egípcio de 1936, o Reino foi apenas nominalmente independente, uma vez que os britânicos mantinham o controle das relações exteriores, das comunicações, das forças armadas e do Sudão Anglo-Egípcio. Entre 1936-1952, os britânicos continuariam a manter a presença militar e conselheiros políticos em um nível reduzido.
Durante a Segunda Guerra Mundial, as tropas britânicas usaram o Egito como base para operações aliadas em toda a região.
As tropas britânicas foram retiradas para a área do Canal de Suez em 1947, mas sentimentos nacionalistas e antibritânicos continuaram a crescer após a guerra. A Revolução Egípcia de 1952 derrubou a monarquia egípcia, eliminou a presença militar britânica no Egito e estabeleceu a moderna República do Egito.

### Crise de Suez de 1956
Em 1956, o presidente egípcio Gamal Abdel Nasser nacionalizou o Canal de Suez, um canal vital através do qual a maior parte do petróleo da Europa chegou do Oriente Médio. A Grã-Bretanha e a França, em aliança com Israel, invadiram o canal e derrubaram Nasser. Os Estados Unidos, liderados pelo presidente Dwight D. Eisenhower, se opuseram vigorosamente, usando pressão diplomática e financeira para forçar os três invasores a se retirarem. O primeiro-ministro Anthony Eden foi humilhado e logo renunciou. Thorpe resumiu os resultados inesperados; a política de Eden tinha quatro objetivos principais: em primeiro lugar, garantir o Canal de Suez; em segundo e, consequentemente, assegurar a continuidade dos fornecimentos de petróleo; em terceiro, remover Nasser; e quarto manter os russos fora do Oriente Médio. A consequência imediata da crise foi que o Canal de Suez foi bloqueado, os suprimentos de petróleo foram interrompidos, a posição de Nasser como líder do nacionalismo árabe foi fortalecida e o caminho foi deixado em aberto para a intrusão russa no Oriente Médio. Foi um fim verdadeiramente trágico para seu cargo de primeiro-ministro, e que veio a assumir uma importância desproporcional em qualquer avaliação de sua carreira.

## Relações modernas

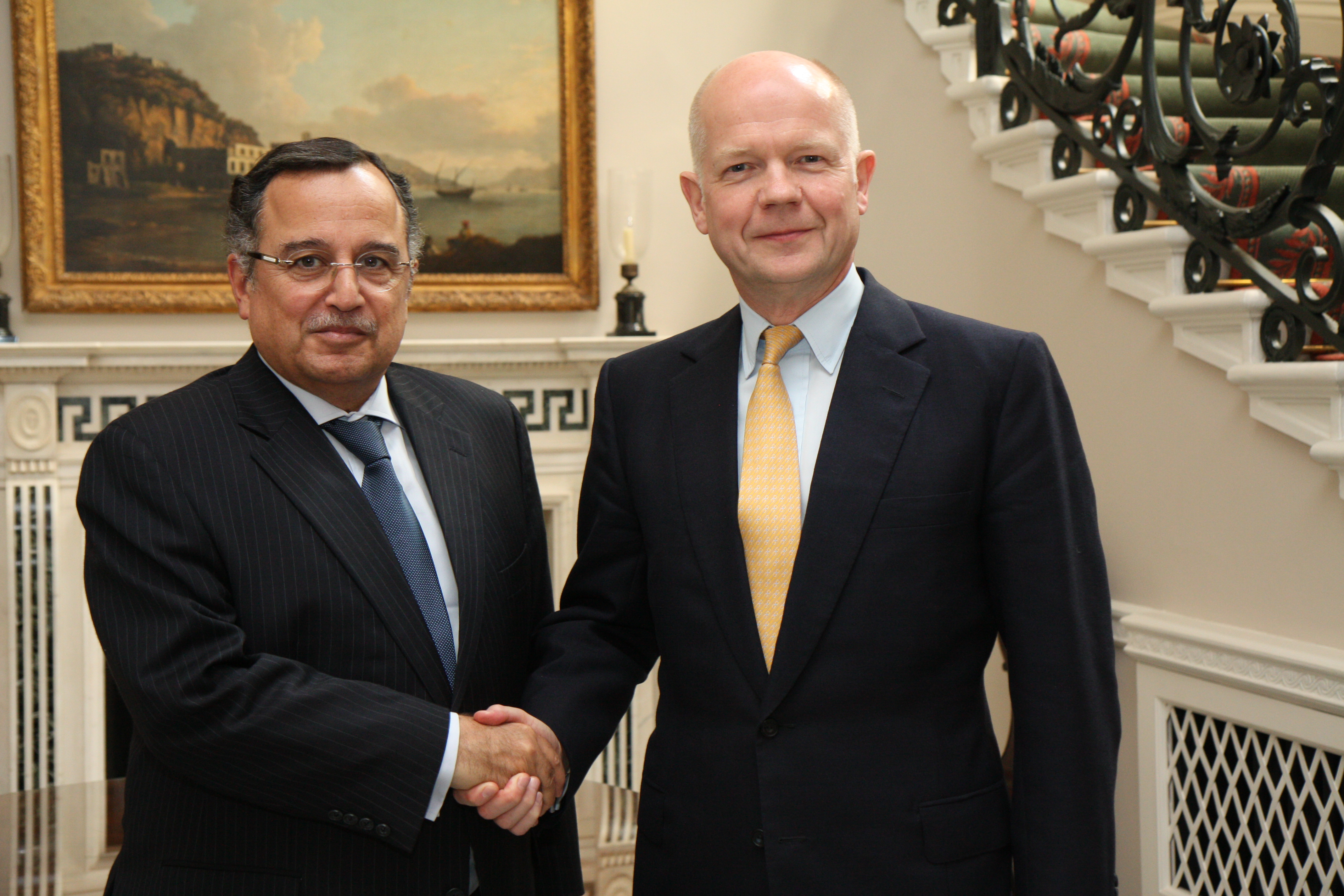
O secretário de Relações Exteriores britânico William Hague se reunindo com o ex-ministro das Relações Exteriores egípcio Nabil Fahmy, em Londres, em maio de 2014.

As relações também dizem respeito a negócios militares. Tais como treinamento, visitas e acesso aos Commonwealth War Graves em Heliópolis e El Alamein. Também coordenação sobre voos e trânsitos do Canal de Suez para navios de guerra.
No final de 2014, a Câmara de Comércio Egípcio-Britânica divulgou um relatório detalhando o volume do comércio entre os dois países, que aumentou significativamente naquele ano. As exportações britânicas para o Egito cresceram 15%, enquanto que as exportações egípcias para o Reino Unido cresceram mais de 30%. O relatório menciona o projeto do Novo Canal de Suez e a recuperação econômica do Egito após três anos de turbulência desde a revolta de 2011 como fatores contribuintes para essa conquista.